# Joe Haldeman
Joe William Haldeman (Oklahoma, 9 de junho de 1943) é um autor de livros de ficção científica. Ele é mais conhecido por sua obra Guerra sem Fim (Forever War), publicada em 1974. Guerra sem Fim e outras obras, como The Hemingway Hoax e Forever Peace, foram agraciados com o Prémio Hugo e o Prémio Nebula, principais premiações para obras de ficção científica.
As obras de Haldeman são influenciadas por suas experiências na Guerra do Vietnã, onde serviu e foi ferido.